# 래드왈드
래드왈드(고대 영어: Rædwald [rædwɑɫd]→신중한 권력, 라틴어: Raedwaldus 라이드왈두스[*])는 동앵글인의 왕이다. 앵글인의 일파인 동앵글인이 건국한 동앵글리아는 오늘날의 잉글랜드 노퍽과 서퍽을 점유했다. 그는 우파가의 왕으로, 튀틸라의 아들이며 우파의 손자다. 우파가 초대 동앵글인의 왕이라고 전하기 때문에 래드왈드는 3대째가 된다. 래드왈드의 치세에 관한 세부 사항은 매우 희박한데, 그 이유는 9세기의 바이킹의 노략질로 이스트앵글리아 지역의 수도원들이 파괴되어 많은 문서들이 함께 소실되었기 때문이다. 래드왈드는 599년경부터 624년경 죽을 때까지 통치했으며, 치세 초기에는 켄트의 애설버트를 패자로 인정하여 종속되었다. 616년 아이들강 전투에서 데렌리체 왕위를 손에 넣어 북방의 강자로 떠오른 베오르니체 국왕 애설프리스와 싸워 이겼다. 이 전투에서 애설프리스와 래드왈드의 아들 래건헤레가 전사했다. 래드왈드는 애설프리스의 처남이자 데렌리체의 왕자인 에아드위네를 데렌리체와 베오르니체의 왕으로 꽂았고, 패자로서 자신의 권위를 강제했다.
616년을 전후하여 래드왈드는 훔버강 이남의 앵글로색슨인 군주들 중 가장 강력한 인물이 되었다. 베다 베네라빌리스에 따르면 그는 남잉글랜드의 앵글로색슨 왕국들의 패권(임페리움)을 잡은 네 번째 군주였다. 그는 앵글로색슨 연대기에 브리타니아의 패자인 브레트왈다 중 한 명으로 이름을 올렸다. 래드왈드는 605년 이전에 애설버트의 궁정에서 천주교로 개종하여 동앵글인의 왕들 중 최초의 기독교인이다. 하지만 그의 치세에 동앵글리아에는 게르만 토착종교의 신전들이 파괴되지 않고 유지되었다. 당대의 패자였던 래드왈드가 천주교를 받아들인 덕분에, 동색슨인들과 켄트가 토착종교로 재전향하는 동안 동부 잉글랜드에서 기독교의 명맥이 지켜질 수 있었다. 제설이 있지만 일반적으로 래드왈드가 서튼후 투구의 가장 유력한 주인 후보로 여겨진다.

## 같이 보기
- 서튼후
- 서튼후 투구
- 우파가
- 이스트앵글리아